# Cant valencià d'estil
Es coneix com a cant valencià d'estil o cant del valencià un conjunt de cants i músiques propis de diverses àrees del País Valencià, principalment d'àmbit rural, emmarcats dins la seua tradició oral i que s'interpreten individualment per part de músics coneguts com a cantadors i cantadores, habitualment en el context de situacions de tipus social i festiu. Podem dividir el corpus del gènere en dues branques principals: 
- Cant d'estil: es tracta d'una música de ronda o de ball que es canta acompanyada per instruments de corda, entre els quals destaquen la guitarra i el guitarró valencià. Per les seues característiques presenta una relació amb els fandangos, gènere que s'estén per gran part d'Europa meridional i Amèrica i que al País Valencià arriba fins a la Plana de Castelló.

- Albaes: és un cant exclusiu del territori valencià que s'interpretava a les rondes de nit i que s'acompanya habitualment per dolçaina i tabalet, o amb altres instruments de vent i percussió.

El cant valencià s'estén principalment per la zona costanera valenciana, abastant aproximadament entre la Plana de Castelló al nord i la Marina al sud, amb alguns estudiosos que inclouen també l'Alacantí dins el seu territori. Cap a l'oest podem trobar la música fins a comarques com els Serrans, la Foia de Bunyol i la Canal de Navarrés, ja d'àmbit castellanoparlant. El territori coincideix grosso modo amb zones que tradicionalment han desenvolupat una agricultura de regadiu extensiu i amb l'antiga diòcesi medieval de València. El nucli dur del gènere, tanmateix, és l'Horta de València i la Ribera del Xúquer, amb la ciutat de València com a eix principal de producció de cantadors i innovacions. 

## Trets i característiques
El cant valencià és un gènere de caràcter virtuosístic que es canta a l'aire, és a dir, amb un ritme lliure que queda sota el control de l'intèrpret i normalment és independent respecte a l'acompanyament instrumental, que manté un patró rítmic marcat i constant al llarg de la peça, generant-se doncs un contrast entre la secció vocal i la instrumental. La música es divideix basant-se en les frases o terços del cantador, sobre les quals els instruments modulen una sèrie de funcions tonals.
La melodia de la cançó també està sotmesa al criteri del cantador, sovint presentant nombrosos melismes, floritures i ornaments vocals, especialment cap al final del terç. El conjunt de trets i ornamentacions personals del cantant, que en determinen el dibuix melòdic en la seua interpretació, és el que es coneix com a estil. En aquest sentit, el cant valencià presenta lligams amb altres repertoris de l'àrea mediterrània com el flamenc, en què els cantants també solen desenvolupar marques personals a l'hora de cantar.
Dins el gènere podem diferenciar dos mètodes interpretatius:
- Cant pla: és la forma més antiga de cant, de major senzillesa tècnica.

- Cant requintat: és una tècnica que eleva la veu fins a un registre agut i brillant, aprofundint en melismes i floritures segons l'estil o tradició de cantant o zona. Requereix, doncs, d'una completa tècnica vocal per part de l'intèrpret. Aquest estil sorgeix en part gràcies a la figura d'Evaristo Payà, que desenvoluparà àmpliament la tècnica dins el cant valencià, i és el que s'ha imposat fins a arribar als nostres dies.

El ritme acompanyant és habitualment de tipus ternari, presenta diverses variants que s'alternen i és interpretat per la corda, sobretot guitarra i guitarró valencià, que el mantenen constant. Sol haver-hi introduccions i interludis instrumentals, que es mantenen fins a l'eixida o final del primer terç del cantador, i que en algunes zones són realitzats per instruments de banda de vent, sobretot a la Plana de Castelló.
Entre les formes més destacades dins el gènere del cant d'estil trobem l'u i el dos, l'u i el dotze i l'u. Les dues primeres són exclusivament valencianes, mentre que la tercera prové del grup dels fandangos, que l'enllaça amb altres tradicions musicals de la Península Ibèrica, Europa i inclús el continent americà. Aquestos estils es poden dividir segons dos criteris principals, el nombre de terços i funcions tonals o bé segons el to i el tipus melòdic bàsic. També existeixen formes específiques que es classifiquen en base als seus àmbits de pertinença comarcals o locals, com les riberenques i les alacantines. Les albaes, per la seua banda, es caracteritzen per la tornada instrumental i la presència de dos cantadors, un dels quals comença la copla i l'altre l'acaba.
Pel que respecta al text de les peces cal destacar la figura del versador, paral·lela a la del cantador i que s'ocupava de dictar a aquest últim a cau d'orella els versos lírics improvisats que havia d'incloure en la interpretació. En aquest sentit, podem englobar la diversitat de lletres del cant d'estil en quatre categories principals segons la seua temàtica destacada: les de lloança cap a una figura religiosa, política o civil; les crítiques, que poden dirigir la seua sàtira tant a persones com a situacions socials o esdeveniments; les descriptives, en què es fa èmfasi en el retrat del moment o dels individus presents; i les commemoratives, centrades en la celebració de la identitat, tant a nivell personal i individual com col·lectiu, en què sovint es reforça el sentiment de valencianitat del grup social.

## Història
Els primers testimonis moderns escrits del gènere tal com el coneixem apareixen en la segona meitat del segle xix, quan en un principi s'interpretarà en ocasions festives o de reunió social com guitarraes o cantaes i nits d'albaes a càrrec de cantants que majorment es movien en un àmbit local o comarcal. Tot i que hi havia especialistes del cant, aquest serà conegut i professat amb quotidianitat per la majoria del poble. És des del darrer terç del xix que apareixen cantadors que rebran diners per actuació, esdevenint així parcialment professionals i començant a ser coneguts en un territori major. En aquesta difusió també en fou part la intervenció dels cantadors en els coneguts com a quadros de balls i cants populars valencians, en què es buscava mostrar i promocionar el folklore musical valencià més enllà del territori mateix.
Dins aquesta primera generació de cantadors reconeguts destacaran Josep Garcia "Carabina" i Vicent Bernabeu "Maravilla", que seran dels primers a dedicar-s'hi de manera més o menys professional. La segona generació de cantadors sorgirà a principis del segle xx, i tindrà com a màxim exponent Evaristet o Evaristo Payà, conegut com a Rei del Cant Valencià, que contribuirà en part a establir el virtuosisme que caracteritzarà el gènere gràcies a la seua gran tècnica. Una tercera generació apareixerà a partir dels anys 20 del xx, amb el Xiquet de Bétera, el que és considerat com a millor cantador de tots els temps, com a nom destacat. Durant la postguerra, malgrat el context social i cultural que serà molt nociu pel món del cant, s'obrirà pas una quarta generació que comptarà entre d'altres amb el Xiquet de Mislata, figura clau pel seu treball en l'ensenyament i la transmissió del cant valencià.
Després de la cinquena generació de cantadors, situada als anys 60 i principis dels 70, s'apreciaran els efectes negatius de la transformació social i econòmica del País Valencià per la tradició del cant valencià, que s'haurà d'enfrontar a la manca d'espais de programació i a l'absència de suport institucional. Tanmateix, el sorgiment d'escoles que s'encarregaran d'ensenyar el gènere de manera reglada cap al tombant de segle propiciarà l'aparició d'una nova generació de nous cantadors que es manté fins a l'actualitat, amb figures com Pep Gimeno Botifarra, Xavier de Bétera, Jonatan Penalba, Carles Dénia i Miquel Gil, així com la creació d'espais i esdeveniments dedicats a la interpretació i difusió d'aquesta música.